# Municipio de Madison (condado de Buchanan)
El municipio de Madison (en inglés: Madison Township) es un municipio ubicado en el condado de Buchanan en el estado estadounidense de Iowa. En el año 2010 tenía una población de 695 habitantes y una densidad poblacional de 7,36 personas por km².

## Geografía
El municipio de Madison se encuentra ubicado en las coordenadas 42°36′10″N 91°39′29″O / 42.60278, -91.65806. Según la Oficina del Censo de los Estados Unidos, el municipio tiene una superficie total de 94.41 km², de la cual 94,35 km² corresponden a tierra firme y (0,06 %) 0,06 km² es agua.

## Demografía
Según el censo de 2010, había 695 personas residiendo en el municipio de Madison. La densidad de población era de 7,36 hab./km². De los 695 habitantes, el municipio de Madison estaba compuesto por el 98,13 % blancos, el 0,29 % eran afroamericanos, el 0,29 % eran amerindios, el 0,29 % eran asiáticos, el 0,14 % eran de otras razas y el 0,86 % eran de una mezcla de razas. Del total de la población el 1,73 % eran hispanos o latinos de cualquier raza.